# Ray Collins (acteur)
Pour les articles homonymes, voir Ray Collins et Collins.
Ray Collins, né le 10 décembre 1889 à Sacramento et mort le 11 juillet 1965 à Santa Monica, est un acteur américain connu pour son rôle du lieutenant Arthur Tragg dans la série télévisée Perry Mason.

## Biographie

### Une enfance prometteuse
Ses traits sombres et ses yeux brillants sont familiers aux amateurs de vieux films, réalisant une magnifique carrière en tant qu'acteur avec plus de 80 apparitions au cinéma dans les années 1940 et 1950, Ray Collins joue habituellement des figures d'autorité bourrues, comme des dirigeants politiques, des policiers ou des officiers militaires.
Descendant de pionniers de la ruée vers l'or, il est né Raymond Bidwell Collins à Sacramento, en Californie de Lillie Bidwell et William C. Collins, éditeur de journaux. Ses parents ont influencé sa carrière cinématographique en l'incitant à poursuivre une carrière sur scène à un âge déjà précoce.  

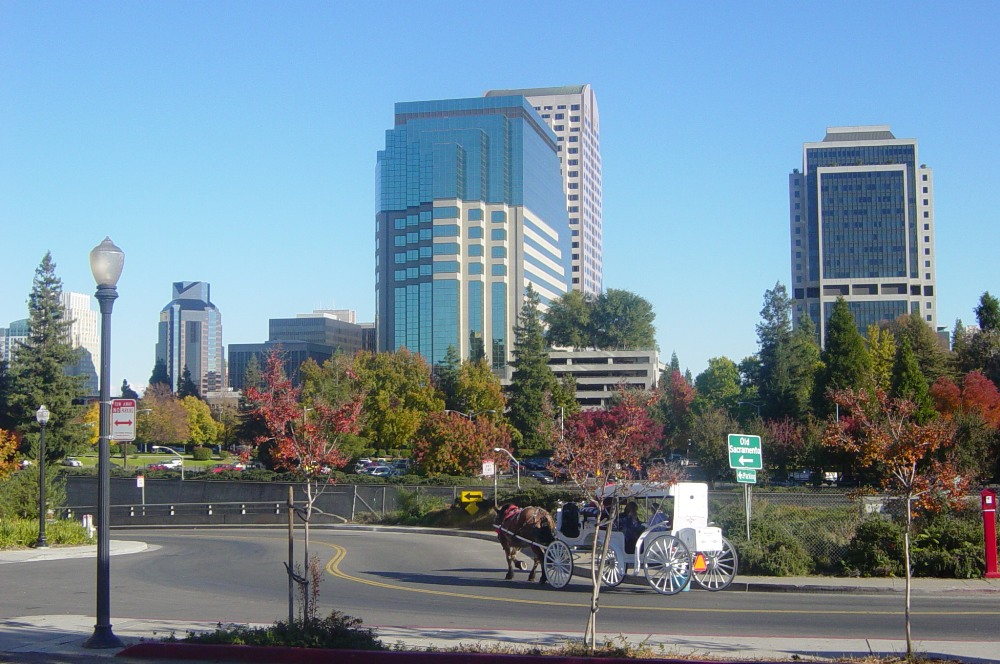
Sacramento, ville natale de Ray Collins.

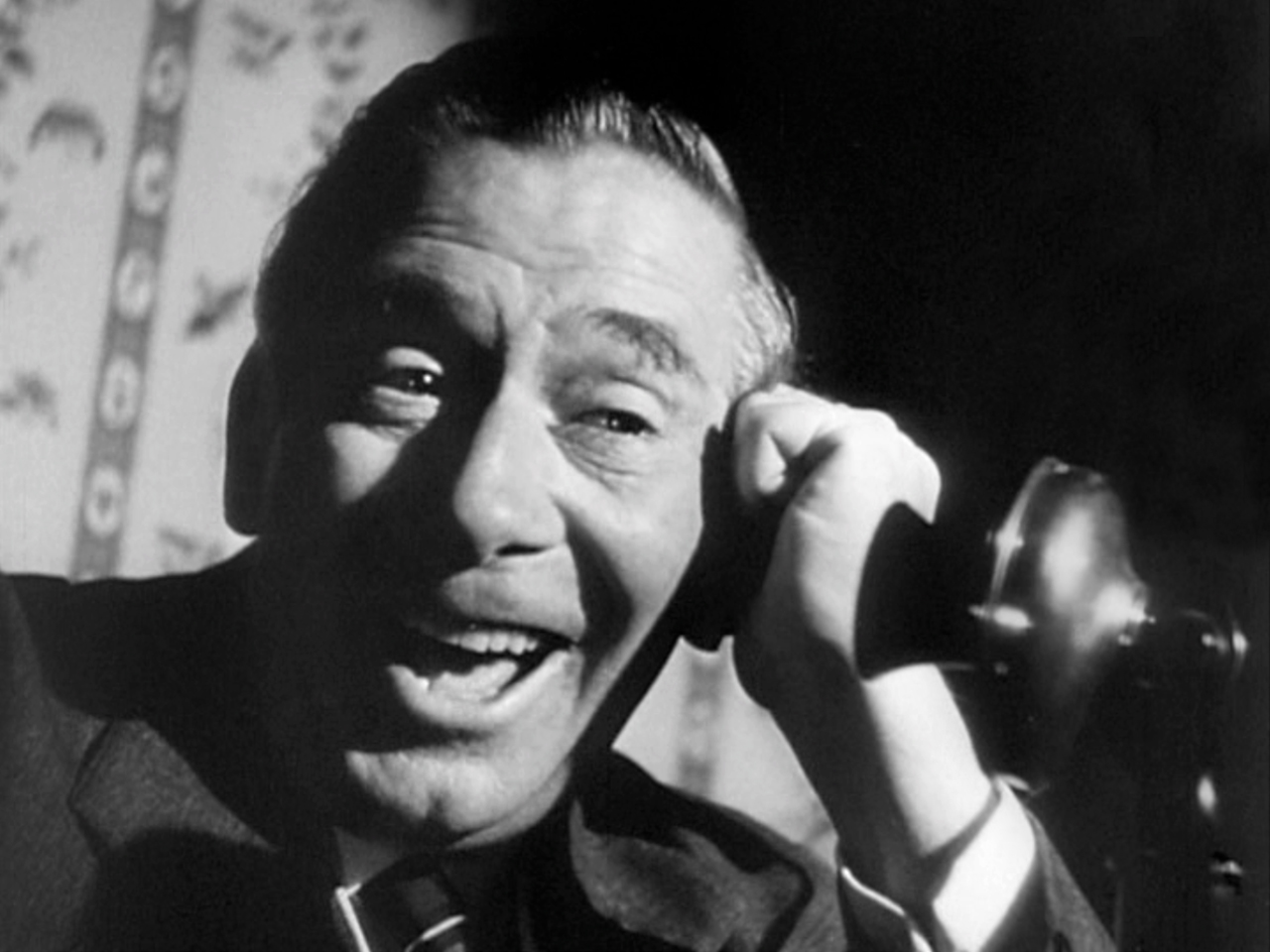
Ray Collins dans le célèbre film d'Orson Welles, Citizen Kane.

### Ses débuts au théâtre et à la radio
Ray Collins entre dans une société théâtrale à Vancouver, en Colombie-Britannique à 14 ans, en 1903, en se produisant dans le genre du vaudeville, très en vogue à l'époque, ce qui l'a conduit sur les scènes de Broadway. Plus tard il se marie à Margaret Marriott mais divorce en 1924. En 1926, il épouse Joan Uron et ont un fils, Junius. Vers la fin des années 1930, il s'aventure dans la radio et commence une association fructueuse avec le Mercury Theatre (en) d'Orson Welles comme annonceur dans l'émission radio de 1938 intitulée Mercury Theatre on the air qui met en ondes des pièces de dramaturges anglais, ainsi que de nombreux romans d'Herbert George Wells, comme son légendaire, La Guerre des mondes. Ray Collins s'installe ensuite à Hollywood et rejoint la troupe du Mercury Theatre en 1939. Dès lors, il apparait dans Les Raisins de la colère en 1940 avec Henry Fonda et un an plus tard, joue le célèbre rôle de l'impitoyable James W. Gettys dans le classique Citizen Kane en 1941 avec son ami, Orson Welles.

### Une carrière glorieuse
Après la rupture avec le Groupe Mercury au début des années 1940, Ray Collins continue son parcours dans les films hollywoodiens et se crée une solide réputation en tant qu'acteur de caractère. Sa longue liste de films comprend La Splendeur des Amberson en 1942 où il est Jack Amberson, Deux années sur le gaillard d'avant et Les Plus Belles Années de notre vie, tous deux sortis en 1946, L'Héritière en 1949 avec Olivia de Havilland et La Maison des otages en 1955. Ray Collins a également été un membre régulier de la série de comédies de Ma and Pa Kettle à partir du début des années 1950, où il tenait le rôle de Jonathan Parker. Sa dernière représentation à l'écran fut dans le film de Orson Welles, La Soif du mal en 1956, et il n'apparaîtra plus qu'à la télévision où il a notamment joué le rôle du Professeur Merriweather dans la série The Halls of Ivy en 1954. On peut aussi l'apercevoir dans You Are There, Science Fiction Théâtre, Dick Powell's Zane Grey Theater ou encore dans Alfred Hitchcock présente. Mais Ray Collins a commencé le rôle le plus célèbre de sa carrière en 1957 en étant le Lieutenant Arthur Tragg connu pour son chapeau à large bord et son esprit sec dans la série hebdomadaire de CBS, Perry Mason. Devant apparaître dans un total de 121 épisodes, Ray Collins était de plus en plus affaibli par l'emphysème, de sorte que Wesley Lau a été introduit en tant que Lt. Andy Anderson, en 1961 pour aider Collins à jouer le rôle du policier et, éventuellement, pour le remplacer. Collins fait sa dernière apparition dans Perry Mason dans Le cas de la caméra et cabrioles (épisode 196), qui fut diffusé le 16 janvier 1964, pour décéder d'emphysème le 11 juillet 1965 à Santa Monica, en Californie à l'âge de 75 ans. Il est inhumé au cimetière de Forest Lawn Memorial Park à Los Angeles en Californie.

## Filmographie
| - 1930 : The Pest of Honor de Roy Mack - 1931 : Words & Music de Roy Mack - 1931 : One Way Out de Arthur Hurley - 1931 : Snakes Alive de Alfred J. Goulding - 1931 : One Good Deed de Alfred J. Goulding - 1932 : The Side Show Mystery de Joseph Henabery - 1932 : Detectuvs de Alfred J. Goulding - 1932 : His Honor -- Penrod de Alfred J. Goulding - 1932 : Hot Dog de Alfred J. Goulding - 1932 : The Trans-Atlantic Mystery de Joseph Henabery - 1940 : Les Raisins de la colère de John Ford - 1941 : Citizen Kane de Orson Welles - 1942 : La Splendeur des Amberson de Orson Welles - 1942 : La Poupée brisée de Irving Reis - 1942 : Highways by Night (en) de Peter Godfrey - 1942 : La Marine triomphe de A. Edward Sutherland - 1942 : Les Commandos frappent à l'aube de John Farrow - 1943 : Et la vie continue de Clarence Brown - 1943 : L'Amour travesti de Wesley Ruggles - 1943 : Crime Doctor de Micheal Gordon - 1943 : Salute to the Marines (en) de S. Sylvan Simon - 1943 : Madame Curie de Mervyn LeRoy - 1943 : La Bête (Whistling in Brooklyn) de S. Sylvan Simon - 1944 : See Here, Private Hargrove de Wesley Ruggles - 1944 : Main Street Today de Edward L. Cahn - 1944 : Hitler et sa clique de John Farrow - 1944 : The Eve of St. Mark de John M. Stahl - 1944 : La Septième Croix (The Seventh Cross) de Fred Zinnemann - 1944 : Barbary Coast Gent (en) de Roy Del Ruth - 1944 : Caravane d'amour (Can't Help Singing), de Frank Ryan - 1945 : Roughly Speaking de Michael Curtiz - 1945 : L'Invisible meurtrier de Lewis Allen - 1945 : The Hidden Eye de Richard Whorf - 1945 : Péché mortel de John M. Stahl - 1946 : Révolte à bord (Two Years Before the Mast) de John Farrow - 1946 : Up Goes Maisie (en) de Harry Beaumont - 1946 : Le Bel Espoir (Miss Susie Slagle's) de John Berry - 1946 : Deux années sur le gaillard d'avant de John Farrow - 1946 : La Ville des sans-loi (Badman's Territory) de Tim Whelan - 1946 : Night in Paradise d'Arthur Lubin - 1946 : Boys' Ranch de Roy Rowland - 1946 : Crack-Up de Irving Reis - 1946 : Three Wise Fools de Edward Buzzell - 1946 : Les Plus Belles Années de notre vie de William Wyler - 1946 : The Return of Monte Cristo de Henry Levin - 1947 : Trail Street de Ray Enright - 1947 : Deux sœurs vivaient en paix de Irving Reis - 1947 : L'Étalon rouge de Lesley Selander - 1947 : Othello de George Cukor - 1947 : The Senator Was Indiscreet (en) de George S. Kaufman - 1948 : Le Manoir de la haine de Joseph H. Lewis - 1948 : Le Retour de Mervyn LeRoy - 1948 : La Peine du talion (The Man from Colorado) de Henry Levin - 1948 : For the Love of Mary de Frederick De Cordova - 1948 : Ce bon vieux Sam de Leo McCarey - 1948 : Tragique décision de Sam Wood | - 1949 : Hideout de Philip Ford - 1949 : The Price of Freedom de Wilhelm Thiele - 1949 : Red Stallion in the Rockies de Ralph Murphy - 1949 : Faux Jeu (It Happens Every Spring) de Lloyd Bacon - 1949 : Le Rebelle (The Fountainhead), de King Vidor - 1949 : L'Héritière de William Wyler - 1949 : N'oubliez pas la formule (Free for All) de Charles Barton - 1950 : La Rue de traverse (Paid in Full), de William Dieterle - 1950 : Francis, le mulet qui parle (Francis) de Arthur Lubin - 1950 : Ma and Pa Kettle Go to Town de Charles Lamont - 1950 : Kill the Umpire de Lloyd Bacon - 1950 : Une rousse obstinée de Melvin Frank et Norman Panama - 1950 : La Jolie Fermière de Charles Walters - 1951 : La Vallée de la vengeance de Richard Thorpe - 1951 : La marine est dans le lac de Henry Hathaway - 1951 : Ma and Pa Kettle Back on the Farm de Edward Sedgwick - 1951 : Reunion in Reno de Kurt Neumann - 1951 : The Racket de John Cromwell - 1951 : Face à l'orage (I Want You) de Mark Robson - 1952 : Invitation de Gottfried Reinhardt - 1952 : Un garçon entreprenant (Young Man with Ideas) de Mitchell Leisen - 1952 : Un grand séducteur (Dreamboat) de Claude Binyon - 1953 : Ma and Pa Kettle on Vacation de Charles Lamont - 1953 : Le Nouveau Chant du désert (The Desert Song) de H. Bruce Humberstone - 1953 : Column South de Frederick De Cordova - 1953 : The Kid from Left Field de Harmon Jones - 1953 : Cavalcade of America (en) - Saison 2 - 1953 : Bad for Each Other de Irving Rapper - 1954 : Rose Marie de Mervyn LeRoy - 1954 : Athena de Richard Thorpe - 1955 : Climax! - Saison 1 - 1955 : You Are There - Saison 3 - 1955 : The Halls of Ivy - Saison 1 - 1955 : La Maison des otages de William Wyler - 1955 : Texas Lady de Tim Whelan - 1955 : The 20th Century-Fox Hour - Saison 1 - 1956 : The Go-Getter de Leslie Goodwins et Leigh Jason - 1956 : Front Row Center - Saison 2 - 1956 : Ne dites jamais adieu de Jerry Hopper - 1956 : Ford Star Jubilee - Saison 1 - 1956 : Studio One - Saison 8 - 1956 : Lux Video Theatre (en) - Saison 6 - 1956 : Real George (TV) - 1956 : Une Cadillac en or massif de Richard Quine - 1956 : Papa a raison - Saison 3 - 1956 : Science Fiction Theatre - Saison 1 - 1956 : Zane Grey Theater - Saison 1 - 1956 : Alfred Hitchcock présente - Saison 2 - 1956 : On Trial - Saison 1 - 1957 : Playhouse 90 - Saison 1 - 1957 : La Forêt meurtrière (Spoilers of the Forest) de Joseph Kane - 1957-1965 : Perry Mason - Saisons 1 à 8 - 1958 : La Soif du mal de Orson Welles - 1960 : I'll Give My Life (en) de William F. Claxton |